# رضا جعفری (وزیر فرهنگ)
رضا جعفری (۱۲۸6
– ۱۳۷1) وزیر فرهنگ، سناتور و نماینده مجلس شورای ملی بود. تأسیس سازمان تربیت بدنی و پیشاهنگی در دوران وزارت او انجام گرفت و دانشکده نفت به ابتکار او به جای تهران در آبادان تأسیس شد.
پس از اخذ لیسانس از دانشسرای عالی در سال ۱۳۱۳ در رشته ریاضی با سمت دبیری به رضائیه رفت. در سال ۱۳۱۵ رئیس فرهنگ قزوین و سپس رئیس فرهنگ مازندران و خوزستان شد. پس از انتقال به تهران، ابتدا رئیس کارگزینی و سپس رئیس فرهنگ شد.
رضا جعفری چهار روز پس از کودتای ۲۸ مرداد ۱۳۳۲ در کابینه سپهبد زاهدی سرپرستی وزارت فرهنگ را به عهده گرفت و در اردیبهشت سال بعد با رأی اعتماد مجلس، وزیر شد. در این جایگاه به وضعیت معیشتی معلمان رسیدگی کرد، ابتدا به همه معلمان دویست تومان پاداش داد. سپس سی درصد از خانه‌های ارزان‌قیمتی که دولت برای کارمندان می‌ساخت به معلمان اختصاص یافت و دویست قطعه زمین در نارمک میان معلمان توزیع شد. قانونی نیز برای افزایش حقوق معلمان به تصویب مجلس رساند که حداقل دستمزد معلمان را از ۱۵۰ تومان به ۲۵۰ تومان بالا برد.
جعفری همچنین به دستور شاه لایحه‌ای برای اعزام دانشجویان شاگرد اول دانشکده‌ها برای ادامه تحصیل به خارج به تصویب مجلس رساند. تأسیس سازمان تربیت بدنی و پیشاهنگی نیز ابتکار او بود. اتحادیه معلمین برای تشویق جعفری، نشانی به نام «عالی‌ترین نشان معلم» ابداع کرد که در مراسم باشکوهی به او اهداء شد.
جعفری تا ۱۳۳۴ در وزارت فرهنگ باقی ماند. سپس استاندار گیلان و خراسان شد. در سال ۱۳۳۹ در انتخابات دوره بیستم مجلس شورای ملی به نمایندگی قزوین انتخاب شد اما عمر این مجلس کوتاه بود. در همین دوره بر سر افزایش دستمزد فرهنگیان میان او و شریف‌امامی نخست‌وزیر درگیری لفظی پیش آمد و شریف‌امامی به جعفری توهین کرد. سردار فاخر حکمت رئیس مجلس به دفاع از جعفری برخاست و شریف‌امامی را از پشت تریبون پایین کشید که به کناره‌گیری او از نخست‌وزیری انجامید.
رضا جعفری در دوره‌های چهارم تا هفتم مجلس سنا نماینده قزوین بود. در دوران سناتوری، عضو مجلس مؤسسان سوم از اراک و مدتی هم معاون بازرسی شاهنشاهی بود.